# 왕왕 세레프 가라! 테츠노신
《왕왕 세레프 가라! 테츠노신》(ワンワンセレプー それゆけ!徹之進, 수퍼 멍멍이 레츠고 테피)는 후쿠모토 키요시 감독의 2006년 일본 애니메이션이다. 〈하트캐치 프리큐어!〉 제작에 참여한 야마다 타카시가 각본을 썼으며, 스튜디오 코메트에서 제작하였다. 10살짜리 소녀 누리의 애완견 테피가 부자 동네인 럭셔리 힐즈로 이사를 가게 되면서 펼쳐지는 이야기이다.

## 개요
- 경제 위기에 처한 한 가족을 구하기 위해, 졸부(속칭 부자)의 애완견인 테츠노신이 동료들과 함께 분투하는 모습을 그린 작품이다. 작품에는 주식 거래나 아키하바라 등 그 시대를 반영한 시의성 높은 소재가 다수 등장하며, 등장 인물들 또한 실제 인물을 풍자한 패러디 성격이 짙다. 그러나 이야기의 후반부로 갈수록 전투 요소가 강한 전개로 변모한다.

- 비디오 리서치 조사에 따르면, 간토 지역에서 첫 방송 당시 시청률은 2%대에 머물렀지만, 이후에는 4%를 넘는 고시청률을 기록하게 된다. WEEP는 2002년 구 이온 시절에 제작된 《도쿄 뮤우뮤우》 이후로 4년 반 이상 이 시간대(토요일 오전 8시)에 참여해왔다. 후속 프로그램인 《델토라 퀘스트》부터  덴쓰가 제작을 담당하게 된다.

- 또한 《피치피치핏치》 시리즈나 《트랜스포머 갤럭시 포스》 등, 이 작품이 방영되기 전까지 토요일 오전 8시 ~ 8시 30분 시간대는 타카라(현 타카라토미)가 소유한 방송 슬롯이었다. 그러나 타카라가 같은 TV 아이치 제작 특촬 드라마 《마탄전기 류켄도》로 메인 스폰서를 옮기면서, 빈 시간대에 이 작품이 편성되었다. 참고로 타카라토미는 《테츠노신》에서도 일정 부분 후원사로 남아 있었다.

## 등장 인물

### 주인공
테츠노신(徹之進, Tetsunoshin) / 연예인 기사(セレブナイ, 세레부나이토)
목소리: 다카기 레이코
이 작품의 주인공은 생후 7개월 된 토이푸들 테츠노신이다. 일인칭은 나(僕)이며, 주인인 루미의 반려견이다. 큐슈 출신이라 (가짜) 큐슈 사투리가 섞인 말투를 쓴다. 루미와 쇼콜라를 좋아하지만 제대로 고백하지 못했고, 쇼콜라와는 한때 서로 마음을 확인했으나 결국 비극적인 결말을 맞이하게 된다.
이름은 루미의 옛 남자친구들 이름인 토오루(徹)와 스스무(進)를 합쳐 지어졌다. 그는 이누야마 집안의 재정난을 해결하기 위해 분투하지만, 일이 뜻대로 잘 풀리지는 않는다.
사실 명문견의 혈통을 지닌 개로, 시가 약 100만 엔 상당의 가치가 있다고 하며, 테츠노신 자신도 그 사실에 자부심을 갖고 있다. 항상 품속에 긴 두루마리 형식의 혈통서를 지니고 다니며, 혈통을 자랑할 때 꺼내 보인다.
처음에는 102마리 형제 중 81번째라고 여겨졌지만, 어머니 치요의 착각으로 밝혀졌고, 실제로는 91번째였다. 또한 개 마법의 재능이 있어 세토의 지도 아래 단기간에 개 마법을 익힌다.
나중에 네오가 테츠노신이 자신과 치요 사이에서 태어난 6마리 중 한 마리라고 말하지만, 이것도 역시 착오였으며, 테츠노신과 네오 사이에는 직접적인 혈연 관계가 없었다.
참고로, 25화에서는 포치에게 혈통서가 물에 젖어 내용이 사라지면서 무용지물이 되기도 한다. 5화에선 혈통서가 크게 클로즈업되며 테츠노신의 아버지가 "준이치로"라고 적혀 있었지만, 최종화에서 치요의 착각이 밝혀지고, 테츠노신의 진짜 아버지는 "타고사쿠"라는 사실이 사진을 통해 드러난다. 따라서 지금까지의 혈통서는 잘못된 정보였던 셈이다.
또한, 이 작품에 등장하는 혈통서는 실제 애견 단체인 케널 클럽(KC, 영국), AKC(미국), ANKC(호주), JKC(일본) 등에서 발급하는 서식과는 다르며, 애니메이션 오리지널 설정(두루마리 형식)이다.

### 주인공 외
세레브 나이트 (セレブナイト)
성우: 타카기 레이코
세레브 나이트는 테츠노신이 세토의 '개 마법'으로 변신한 인간 청년의 모습이다. 다만, 변신 후 활동 시간은 3분으로 제한되어 있으며, 시간이 지나 변신이 해제되어도 곧바로 다시 변신이 가능하다. 외모는 마치 중동 왕족을 연상시키는 화려한 의상을 착용하고 있으며, 그 정체는 개들의 세계(견락원) 내에서는 비밀로 유지되었으나, 결국 루미에게 들키고 만다. 세토와의 수행을 거치며 철之진은 자력으로도 변신이 가능해졌으며, 활동 시간 역시 3분 이상으로 확장된 것으로 보인다.
세토 (セト)
성우: 초오
나이는 불명인 노년의 미니어처 슈나우저로, 이집트 출신이다. 수세대에 걸쳐 개 마법(犬魔法)이라 불리는 신비로운 술법을 사용할 수 있는 가문에서 태어났으며, 수십 년 전 티베트에서의 수행을 거쳐 이 개 마법의 정통 후계자로 선택되었다. 그 마법의 힘으로, 버려진 들개들을 구제하기 위한 이 공간 견락원(犬楽園)을 창조하였다.
기본적으로 견락원의 존재나 비밀을 누설한 개에게는 원숭이로 변형시켜 추방하는 벌을 내리기로 되어 있으며, 실제로 21화에서는 견락원과는 무관한 애완견들과 축구를 하다가 실수로 비밀을 누설할 뻔한 테츠노신의 꼬리만 원숭이 꼬리로 바꿔 놓은 바 있다.
그러나 루미가 세레브 나이트의 정체를 알게 되었을 때는, 테츠노신이 루미에게 이별을 고할 수 있도록 하기 위해 루미를 일시적으로 개로 변신시키기도 했으며, 결국 그녀의 설득에 넘어가 예외적으로 견락원의 비밀을 지켜줄 것을 약속받고 이를 용인한다.
매력적인 여성 인간에게 호감을 갖는 성격으로, 주변의 시선을 개의치 않고 자주 지상 세계에 모습을 드러내곤 한다. 특히 아야(彩)의 열렬한 팬으로, 포치를 통해 사인을 받기도 했다.
대체로 "재미있어 보이는 일"에만 협력하지만, 정작 위급한 순간에는 누구보다 든든한 조력자가 되어준다. 그믐날(신월)에는 마력이 특히 강해지며, 예지 능력도 날카로워진다. 이때는 인간으로 변신해 점술가로 활동하며 돈을 벌기도 한다.
과거에는 무장 다이묘 다케다 신겐(武田信玄)의 애완견이었으며, 인간계에서도 겐상, 토라노스케 등과 인맥이 넓다.
작중 후반부에서는 테츠노신을 네오의 개 마법으로부터 지키기 위해 자신을 희생한 듯 보였으나, 사실은 살아 있었고, 테츠노신과 네오의 최후의 결투를 끝까지 지켜보며, 전수를 마친 스승으로서의 역할을 완수한다.
포치 (ポチ)
성우: 오하타 신타로
일인칭은 〈오이라(オイラ)〉아야(彩)의 반려견이며, 얼굴이 못생긴 불테리어종이다. 나이는 테츠노신과 비슷하며, 말끝에 "~쓰"를 붙이는 말투를 쓴다.
산책 중 존(ジョン)에게 괴롭힘을 당하던 것을 테츠노신이 구해준 일을 계기로 테츠노신을 따르게 되었고, 존칭을 붙여 부르지만 방송마다 그 존칭이 매번 달라지는 특징이 있다. 개이지만 뜨거운 음식에는 약한 고양이 혀(猫舌)를 가지고 있고, 연예계의 뒷이야기나 정보에 매우 해박하다. 겁이 많은 성격이지만, 자신에게 위험한 선택이라도 감수하려는 용기를 지닌 인물이기도 하다.
25화에서는 테츠노신의 혈통서를 실수로 세탁해 완전히 희게 만들어버리는 사건을 일으키기도 했다. 이 세레브 나이트로 변신해 루미의 테니스 코치를 맡았을 때, 포치 역시 인간으로 변신해 대역을 맡은 적이 있다. 태어났을 때부터 '12'라는 숫자와 깊은 인연이 있으며(예: 생일이 12월 12일 등), 이로 인해 존에게 트웰브(Twelve)의 정체가 아니냐는 의심을 받은 적도 있다.
하카세(ハカセ)
성우: 시모와다 유우키
5살 천재 웰시 코기. IQ는 200이라고 주장하지만 실제로는 200.5. 평소에는 트레이더와 같은 일을 하며 ‘견락원’의 운영 자금을 벌고 있다. 또한 넘치는 지능을 활용해 다양한 컴퓨터나 무기를 만들어낸다. 하지만 운동은 매우 서툴며, 본인도 이를 인정하고 있다. 아키바 계열(오타쿠)로, "모에"라는 말도 사용한다. 입버릇은 "~시", 특히 "천재에게는 실수란 없는 시"라는 말을 자주 한다.
한조우(ハンゾウ)
성우: 마지마 쥰지
7살의 이가류 닌자 마메시바(닌술은 독학으로 수련). 닌자답게 마키비시(철제 스파이크)를 사용하는 멋진 모습을 보이기도 하지만, 엉뚱한 면도 있다. 입버릇은 "~고자루". 어린 시절 불행한 사건으로 비뚤어진 들개가 되어 방황하던 중 세토를 만나 그의 가르침 덕분에 갱생하였다. 그 은혜에 보답하고자 세토의 충직한 ‘정원 수호견(御庭番犬)’이 된다. 이름은 하토리 한조에서 유래. 수염을 기른 중년 남성의 모습으로 변신하기도 한다. 마지막 화에서는 이완과 리니아의 생존 소식을 듣고, 자신들이 만든 이완의 무덤을 보며 "‘이완의 무덤(イワンのはか)’이 아니라 ‘이완의 바보(イワンのばか)’라고 써둘 걸 그랬다 고자루"라고 말하며 웃음을 유도하는 장면도 있다.
메구(メグ)
성우: 사이토 치와
2살의 파피용. 어떤 치와와를 대신할 아이돌이 되는 것이 꿈이지만 귀찮음을 많이 타는 성격으로 아직 이루지 못했고, 오디션도 번번이 낙방하고 있다. 가끔 견마법의 힘을 빌려 10대 후반의 세련된 갸루풍 인간으로 변신하기도 한다. 오드리와는 라이벌. 견락원의 스파이였던 쇼콜라를 간절히 설득하기도 했으며, 사실은 테츠노신을 몰래 좋아하고 있다.
빅토리아(ビクトリア)
성우: 테라다 하루히
5살의 미녀견 푸들. 과거 텔레비전 광고에 출연한 경력도 있다. 평소에는 세토의 ‘비서견’ 역할을 맡고 있으며, 그 일로 인해 견마법을 자주 사용해 전형적인 VIP 비서 스타일의 인간으로 변신하여 인간과 접촉한다. 어릴 적부터 코끼리 알레르기가 있다. 유령 같은 존재를 무서워한다. 실연 경력은 27마리와 1명(그중 1명은 라시드이다).
리니아(リニア)
성우: 스즈키 타츠히사
6살의 속도광 잉글리시 세터. 하카세가 만든 탈것의 조종을 맡는다. 탈것을 타면 성격이 변한다. 우주에 있는 네오의 위성 안에서 동료들을 피신시키기 위해 홀로 남아 요격 병기와 싸우다 사망한 것으로 여겨졌지만, 실제로는 살아 있었고 위성 폭파 직전에 우주선을 발견해 이완과 함께 생환하였다. 이후 빅토리아와 데이트 약속을 한다.
이완(イワン)
성우: 이시가미 유이치
10살의 근육질 시베리안 허스키. 용병견으로서의 경력을 지녔으며, 싸움에는 져본 적이 없지만 전혀 인기가 없어서 발렌타인데이에 초콜릿을 받은 적도 없다. "바보"라는 말을 자주 듣지만, 그 말에 극도의 거부감을 보이며 자신에게 한 말이 아니더라도 "이완에게 바보라 하지 마라!"며 분노한다. (자신이 바보임을 인정하거나, 냉정을 잃은 테츠노신에게 "바보는 너야!"라고 맞받아친 적도 있다.) 운동선수 같은 중년 남성으로 변신한 회차도 있다. 우주에 있는 네오의 위성 내에서 테츠노신을 구하기 위해 혼자 남아 로봇 머리를 우주로 날려보내고, 위성의 심장부에 설치한 폭탄의 폭발에 휘말려 사망한 것으로 여겨졌으나, 위에 언급한 대로 리니아와 함께 생존하였다.
오오아나(オオアナ)
성우: 코부세 노부유키
10살 정도의 페키니즈. 인터넷 도박에 깊이 빠져 있으며, 이름대로 ‘대박’만 노리지만 늘 실패한다. 드물게 거금을 따기도 하지만, 이 운 없는 성격은 모두가 인정하고 있어 길을 잃었을 때 테츠노신이 오오아나의 예측과 정반대 방향으로 가서 성공한 예도 있다.
쇼콜라(ショコラ)
성우: 히로타 시무
유키의 애완견 치와와. 테츠노신이 실언한 것이 계기가 되어 ‘견락원’의 일원이 되었다. 사실 테츠노신보다 나이가 많으며, 처음 등장 당시 나이는 약 1세 반으로 추정된다. 테츠노신의 마음을 쉽게 눈치채지 못했지만, 결국 서로 좋아하게 되었고, 견마법으로 개의 모습이 된 루미를 몰라보고 질투한 적도 있다.
겉보기에는 힐즈의 친구로서 테츠노신 일행과 우호적으로 지내는 것처럼 보이지만, 사실은 네오가 힐즈에 잠입시킨 백금 측 스파이 트웰브였다. 서커스에서 학대 수준의 혹독한 훈련을 받던 중 네오에게 구출된 과거가 있어, 그에게 거스를 수 없어 스파이로 활동하게 되었다. 네오에게 견마법으로 씌워진 목걸이 때문에 그를 배신할 수 없었지만, 자신을 구하려고 싸움을 건 테츠노신을 뒤쫓아 백금으로 향하고, 네오의 저주 마법 공격으로부터 테츠노신을 지키려다 목숨을 잃는다. 마지막 화에서는 세레브나이트 앞에 영혼 상태로 등장해, 분노에 휩싸여 싸우려는 그를 말리기도 한다.
트웰브(トゥエルブ)
성우: 타카기 레이코
쇼콜라가 백금의 스파이로 활동하던 시기의 이름. 항상 복면을 쓰고 있어, 네오가 세토의 비전서를 탈취할 때까지 네오 앞에서도 얼굴을 드러낸 적이 없었다. ‘트웰브’라는 이름은 쇼콜라의 주소(아자부 12번지)에서 따온 코드네임이다.
친(チン)
성우: 나가누마 타카시
요리사(요리견)인 차우차우. 중국에서 요리를 수련한 경험이 있다.
미카(ミカ)
성우: 아이카와 리카코
장사 수완이 뛰어난 미카와견. 평소에는 나고야의 견락원에 있다. 미카가 독자적으로 개발한 회계 소프트웨어 ‘켄타로’가 인간 세계에서 대히트를 기록해 큰돈을 벌었다. 견락원 No.1의 셀럽. 견락원의 회계도 맡고 있다.
파블로프(パブロフ)
성우: 오사무 나가카츠미
수의사인 세인트 버나드. 연령 불명의 노견. 이전에는 산악 구조견(17세기 중엽~20세기 초반)으로 활약했었다. 세토와는 오래된 사이로, 반말을 쓴다.
몹(モップ)
성우: 타카기 와타루
파블로프의 조수인 코몬도르. 항상 허둥대지만 노력은 아끼지 않는 성격. 파블로프는 “저 녀석은 분명 좋은 의사가 될 거야”라고 평가하고 있다.
존(ジョン)
성우: 이마루오카 아츠시
쿠로가네 가문의 애완견 닥스훈트. 외국인의 서툰 일본어처럼 영어를 일부 섞어 말한다. 얄미운 성격으로, 테츠노신을 ‘컨트리 도그(시골개)’, 포치를 ‘치킨(겁쟁이)’이라고 부르며 비웃었지만, 상대해주는 이가 없었고, 견락원의 개들로부터도 겁쟁이라 불렸다. 혈통서가 길어 보이지만 사실은 5,000엔 정도의 개. 말은 잘하지만 허술하고 겁 많은 성격으로, 자주 테츠노신 일행에게 민폐를 끼쳤다. 이후 백금 쪽 개 세계의 일원이 되었지만 잔심부름 정도의 역할만 받았고, 결국에는 폭탄이 달린 목걸이를 차고 견락원 폭파용 희생양이 될 뻔한 것을 테츠노신이 구해줬다. 그 일로 인해 백금 쪽에게 쫓기는 신세가 되어, 주인인 레이카에게 돌아가지 못하고 견락원에 머물게 된다. 테츠노신을 ‘브라더’, 자신을 지켜준 포치를 ‘마이 프렌드’라 부르며 호감을 갖게 되었고, 레이카를 걱정하는 모습을 보이는 등 본성은 나쁜 개가 아니지만, 여전히 경박하고 소심한 면모는 변하지 않았다. 네오가 죽은 후 마침내 레이카 곁으로 돌아갔지만, 다시 백금 세계로 돌아갔는지는 불명.
셀럽전대 힐즈레인저
네오의 음모를 저지하기 위해 결성된 팀. 테츠노신, 포치, 한조우, 메그, 빅토리아, 리니어, 이완, 오오아나 총 8마리가 실전 부대이며, 세토가 사령관, 하카세가 메카닉을 맡는다. 개성이 강한 멤버들이 모여 있어서 팀워크는 좋은 편이 아니며, 포즈 연습 같은 쓸데없는 데 힘을 쓰다가 정작 중요한 임무에는 늦는 등 믿음직하지 못하다. 결국 큰 활약도 하지 못하고 자연스럽게 해체된 듯하며, 제44화에서 테츠노신이 오랜만에 힐즈레인저 복장을 입었을 때 “아직도 그거 가지고 있었냐”는 식의 어이없는 반응이 나왔다.

### 백금 쪽의 개들
네오(ネオ)
성우: 아리모토 킨류
이 작품의 흑막. 백금에 존재하는 개들의 암흑 세계의 수장. 수십 년 전, ‘견마법’의 후계자가 되기 위해 세토의 후배 수련생으로서 수행했지만, 성격상의 문제로 인해 후계자가 되지 못하고 세토 앞에서 자취를 감췄다. 그 일을 원망하여 세토에게 적대감을 품고, 온갖 수단을 동원해 견락원을 무너뜨리려 하며, 나아가 인간까지 지배하려 한다. 사스케나 쇼콜라처럼 인간에게 괴로운 일을 당한 개들을 구해 자신의 부하로 만들었지만, 그들을 단지 말 그대로의 ‘말단’으로만 여겨, 패배한 자에겐 전혀 자비를 베풀지 않는다. 견종은 테츠노신과 같은 토이푸들로, 자신이 테츠노신의 친아버지라고 주장했지만 오해였다. 세토의 비전서를 탈취해 최고의 견마법을 발동시켜 수많은 인간과 개를 돌로 만들어버렸지만, 결국 테츠노신에게 패배하고, 자신의 목숨과 맞바꾸어 돌이 된 이들을 해방시켰다.
사스케(サスケ)
성우: 카와모토 쿠니히로
네오의 부하인 코우가 닌견. 한조우와 대등하게 싸울 수 있는 실력을 지닌다. 어릴 적 인간에게 돌을 맞아 왼쪽 눈이 실명되었고, 끔찍한 일을 당하던 중 네오에게 구출되었다. 그 후 네오에게 충성을 맹세하고 코우가에서 수련을 쌓아 닌견이 되었다. 비전서 탈환과 세토 암살을 위해 트웰브의 인도로 견락원에 잠입했으나 한조우의 방해를 받아 일기토 끝에 중상을 입고, 자신의 죽음을 예감한 뒤 스스로 몸을 던졌다. 한조우와는 서로를 비춰보는 거울 같은 존재였기에 인정하는 부분도 있었지만, 서로 적대하는 자들에게 충성을 맹세했기에 끝까지 화해하지는 못했다.
브라이(ブライ)
성우: 카와모토 쿠니히로
테츠노신과 쇼콜라가 만난 여행 개. 과거에는 애완견이었지만, 인간 곁을 떠나 예전 이름을 버리고 여행을 하고 있다고 말하며, 자랑을 싫어하는 그 모습에 테츠노신은 동경심을 품는다. 개도둑에게 납치된 쇼콜라를 찾기 위해 테츠노신을 돕는 듯하지만, 사실은 사스케가 변장한 모습으로, 개도둑의 주범이었다. 버려진 들개들을 지휘하고 있다. 제26화에 등장.
카이저(カイザー)
성우: 오오타 테츠지
나르시스트적인 아프간 하운드. IQ는 195라고 주장하지만 실제로는 200. 네오에게 "캐릭터가 진하다"고 평가된다. 자존심이 강하고 비열한 수법을 싫어한다. 나중에 IQ를 201로 올려 견락원에 잠입, 자신이 만든 비행선을 타고 하카세에게 도전하지만 패배했다. 아름다운 것과 아름다운 자신을 좋아한다.
골고(ゴルゴ)
성우: 나가누마 타카시
'골고13' 같은 스나이퍼. 제39화·제48화에 등장.
터보(ターボ)
성우: 이마루오카 아츠시
속도광. 존재감이 매우 옅어 제49화에서 거대 로봇으로 등장했을 때조차 리니어에게 "누구더라"라는 말을 들을 정도. 제20화·제33화·제49화에 등장.
오드리(オードリー)
성우: 야하기 사유리
2살의 톱 아이돌견 포메라니안. 타이조의 지인의 애완동물. 꽤 비꼬는 듯한 성격. 메그와는 라이벌 관계. 제20화·제39화에 등장.

### 그 외의 개들
치요(ちよ)
성우: 사토 아이
테츠노신의 어머니. 총 102마리의 강아지를 낳은 다산의 어머니. 유명한 브리더 가정에서 사육되며, 평소에는 전 세계를 돌아다닌다고 한다. 마지막 화에서 테츠노신의 출생의 비밀을 밝힌다.
도펠(ドッペル)
성우: 토비타 노부오
불의의 사고로 죽은 퍼그. 생전에는 얼굴 탓에 실연을 여러 번 겪었고, 그 원한 때문인지 죽은 뒤에도 성불하지 못하고 있었다. 실연의 아픔으로 인해 커플에 대해 매우 강한 원한을 품고 있다. 담력 테스트 때 견락원 멤버들 사이에 끼어 짝 정하기 추첨에 참여하고, 일부러 쇼콜라와 한 팀이 되었다. 이후 쇼콜라에게 호감을 품고 억지로 저승 같은 곳으로 데려가려 하지만, 빅토리아의 실연 경험을 듣고 개심하여 성불한다. 제28화 등장.
멜리사(メリッサ)
성우: 모리 나츠키
게이리 가마다의 본가에서 기르는 암컷 사츠마견. 나이 불명. 실종된 게이리의 아버지 대행 역할을 했지만, 암컷이라는 점은 불명확하다. 사츠마견으로서의 자존심과 괴력을 갖추고 있어, 이가 닌견 한조우와 대등하게 싸웠으며 심지어 한조우를 이기기도 했다. 제31화 등장.
로비이(ロビイ)
성우: 야지마 아키코
루미의 친구 리나가 소유했던 개형 로봇. 고장이 나 있었고, 리나가 독일로 이사할 때 버려졌다. 이후 테츠노신이 주워 들었을 때 발생한 낙뢰에 의해 다시 작동하게 된다. 테츠노신을 “아야야야야”라고 부른다 (테츠노신이 자신을 소개할 때 벼락을 맞아 혀가 마비된 채 제대로 말하지 못했고, 그 소리를 인식해 입력되었기 때문). 견락원에서는 하카세에게 실험용 로봇으로 취급받으며 험한 대우를 받는다. 이후 내부 정밀 기계의 합선으로 인해 발화·전소하여 최후를 맞지만, 하카세가 CPU를 꺼내 원래 모습으로 복원하였다. 모델은 AIBO ERS-7계. 제32화 등장.
노부야스(信康, のぶやす)
성우: 이마루오카 아츠시
옛 일본 귀족풍 차림을 한 어느 지역의 개 세계의 통치자. 네오에 의해 돌이 되었으나, 마지막 화에서 원래대로 돌아온 것으로 보인다. 제41화 등장.

### 인간
이누야마 루미(犬山 ルミ)
성우: 신도 케이
테츠노신의 주인인 초등학교 5학년 소녀. 의심을 모르고 천연스럽고 순수한 성격을 지닌다. 그 반면 성실한 면도 있다. 가장 좋아하는 아티스트는 서덜랜드. 세레브나이트의 정체가 테츠노신이라는 것을 알게 되었고, 세토의 견마법에 의해 시츄(Shih Tzu) 견종의 개로 변해본 경험도 있다.
이누야마 마사오(犬山 マサオ)
성우: 카와하라 요시히사
루미의 아버지로, IT 기업 '선차일드'의 사장이며 사위로 입적된 인물. ‘선차일드’라는 회사 이름은 아내 요코의 이름에서 따온 것(태양 = sun, 아이 = child). 가정에서는 붙임성 있는 성격이지만, 세속과는 좀 동떨어진 사람. 경제적 사정을 어느 정도는 인식하고 있지만, 주식에는 매우 어두운 편이다. 본업만으로는 생계를 유지하기 어려워 잠도 줄이며 아르바이트를 하거나 새로운 업종에 손을 대지만 자주 위기에 빠지곤 한다. 의리가 깊은 성격이며, 세레브나이트에게 빌린 돈을 하루라도 빨리 갚으려 한다.
이누야마 요코(犬山 陽子)
성우: 코바야시 미사
루미의 어머니로, 선조 중에 어떤 번(藩)의 공주였던 인물이 있다. 가끔은 매우 훌륭한 말을 하기도 하지만, 주변을 고려하지 않는 소비벽이 있으며, 부모와 함께 이누야마 가의 경제난의 주범이다.
이누야마 토라노스케(犬山 虎之助)
성우: 이시모리 타츠유키
요코의 아버지. 마사오와 마찬가지로 사위로 입적된 인물이라 아내 카오루코에게 꼼짝 못 한다. 카오루코와 마찬가지로 딸 요코와 손녀 루미를 걱정하는 마음에 큐슈의 저택을 떠나 이누야마 가의 살림 사정을 고려하지 않고, 원래 단독주택에서 살 예정이던 마사오 가족을 억지로 고급 야츠모토기 힐즈 맨션으로 데려와 함께 살게 만들었고, 이로 인해 역시 경제난의 원인이 된다. 놀기를 좋아하며 인간의 모습으로 변신한 세토와 야츠모토기의 밤 문화를 함께 즐긴 친구 사이이다.
이누야마 카오루코(犬山 薫子)
성우: 테라다 하루히
요코의 어머니. 성격이 강하고, 남편 토라노스케를 쥐고 흔든다. 요코와 마찬가지로 금전 감각이 맞지 않는다. 마사오가 위기를 극복해 번 돈을 전부 무용지물로 만들 만큼 사들이는 등, 남편과 딸과 함께 이누야마 가의 경제난의 또 다른 주범. 60년 전, 미스 명란젓(Miss 명태알)에 선정된 이력도 있다. 후반부에서는 자신의 낭비벽은 제쳐두고 딸 부부를 강제로 이혼시키려 했지만, 딸과 손녀의 반발과 키무라의 충고를 받고 단념했다. 마지막 화에서는 큐슈로 돌아가려던 마사오 일가를 억지로 도쿄 미드타운으로 이주시켰다.
기무라 타쿠조(木村 卓造)
성우: 아소 토모히사
이누야마 가문을 섬기는 집사. 지이야(爺や)라고 불린다. 마사오와 함께 이누야마 가문의 가계 상황을 걱정하고 있다. 후반에는 카오루코의 낭비에 대해 단호한 태도로 충고했다.
하나사키 하나(花咲 ハナ)
성우: 오오우라 유카
이누야마 가의 메이드. 큐슈의 저택에서는 기모노를 입었지만, 야츠모토기 맨션에 따라온 이후로는 메이드복을 입고 있다. 실수가 잦은 소녀지만, 밝은 분위기를 자아내는 분위기 메이커. 아키하바라에서 쇼핑하는 모습도 보인다.
사기야마 아야(鷺山 彩)
성우: 아베 카나에
이누야마 가의 이웃에 사는 여배우. 포치의 주인.
야기노 유키(八木野 ユキ)
성우: 타니이 아스카
루미의 같은 반 친구이자 절친. 쇼콜라의 주인.
쿠로가네 타이조(黒金 太蔵)
성우: 마츠오카 다이스케
마사오가 운영하는 회사 '선차일드'의 라이벌 회사인 '쿠로이치'의 사장. 오니즈카를 '선생님'이라 부르며 따르고 있다.
쿠로가네 시마(黒金 志摩)
성우: 모리 나츠키
타이조의 아내. 사장 부인.
쿠로가네 레이카 (黒金 麗華)
성우: 사치즈키 미와
타이조와 시마의 딸로, 루미의 같은 반 친구. 지기 싫어하는 성격. 루미와 유키를 "컨트리 걸(시골 소녀)"이라 부르며 빈정거리지만, 루미에게는 전혀 먹히지 않는다. 자신을 포함해 쿠로가네 가문을 '시로가네제'(백금 계급 여성)라 주장한다. 세레브나이트에게 첫눈에 반했다. 존에게는 차갑게 대하는 경우가 많지만, 결국은 정을 품고 소중히 생각하고 있다.
오니즈카 도신(鬼塚 道真)
성우: 카와모토 쿠니히로
네오의 주인. ‘정치경제계의 그림자 총수’로 불린다. 정치나 재계의 부패 사건에 항상 이름이 오르지만, 이상하게도 체포되지 않는 위험한 인물. 때때로 네오에게 조종당하기도 한다.
게이리 가마다 (ゲイリー鎌田)
성우: 오오타 테츠지
카리스마적 인기를 지닌 뛰어난 트리머. 본명은 가마다 토미사부로(鎌田 富三郎)로, 미야자키 현 출신. 이름대로 오카마(게이)이며, 요코의 말에 따르면 ‘예술’에 재능이 있다고 한다. 테츠노신에게 집착하지만, 본인은 이를 꺼려한다. 어머니인 세이코(성우: 카츠키 마사코)와 헤어스타일이 똑같다. 아버지는 어린 시절 가출했으며, 이유는 불명.
부리마로(ブリマロ)
성우: 코부세 노부유키
요코의 말에 따르면 '세레브한 사장'이라고 한다. “부리부리 예상 범위 내”라는 대사를 사용한다. 입버릇은 "~마로". 모델은 호리에 다카후미(호리에몽)[출처 필요].
겐 씨(源さん)
성우 - 무기토
야츠모토기 힐즈 근처에서 스시집 '스시겐'을 운영하고 있다. 사실은 해외에도 거점을 둔 대기업 그룹 '가유 콘체른'을 혼자서 일궈낸 회장이며, 현재는 금융계에 얼굴을 잘 비치지 않는다. 세토가 그를 견락원에 안내할 때, 개(오스트레일리안 실키 테리어)로 변신시킨 적도 있다. 선차일드의 인수 당시, 쿠로이치에게 빼앗긴 주식을 다시 사들이며 선차일드를 지원하기로 결정하였다.
요르 게이츠(ヨル・ゲイツ)
성우: 유사 코지 / 여장 시: 이소베 마사코
미국의 세계 최고 대기업 ‘다이크로소프트 사’의 사장. 평소에는 여장을 하고 비서로 위장하고 있다. 실제로 ‘사장’으로 활동하는 남성의 정체는 불명. 선차일드와 쿠로이치가 소프트웨어 판매권을 놓고 경쟁했을 때, 이누야마 가의 접대 내용이 다정하고 진심·가족애로 가득했으며, 출시할 소프트웨어의 콘셉트도 명확했다는 이유로 선차일드와 계약을 결정했다. 일본을 좋아하며, 겐 씨와는 오래된 인연이다. 모델은 빌 게이츠. 이후 선차일드 인수 소동 때 가유 콘체른과 함께 선차일드를 지원하기로 결정한다.
라시드(ラシッド)
성우: 오오타 테츠지
인도의 마하라자(왕)의 장남. ‘센트레이디 학원’ 옆에 위치한 남학교에 재학 중인 인도에서 온 유학생. 평소 코끼리를 교통수단으로 사용한다. 제14화 기준 나이는 18세. 인간으로 변신한 빅토리아에게 첫눈에 반하고, 이후 서로 좋아하게 되었지만, 결국 개와 인간이라는 한계를 넘지 못하고 이어지지 못했다.
사지트(サジット)
성우: 오오우라 유카
라시드의 남동생. 역시 유학생이며, 코끼리를 이동수단으로 쓴다. 가끔 이상한 일본어를 사용한다. 무표정.
시르코 니르컵(シルコ・ニルカップ)
성우: 오오바타 신타로
연전연승의 격투가. 한 번 웃기 시작하면 3시간 동안 멈추지 못하는 약점이 있다. 모델은 미르코 크로컵.
이리코(イリコ)
성우: 코부세 노부유키
센트레이디 학원 옆의 남학교에 다니는 학생. 시르코의 남동생.
미카(美香) & 쿄코(恭子)
성우:니노미야 케이미 / 야마자키 미치루
항상 레이카와 함께 행동하는 루미의 동급생. 이름의 유래는 카노 자매에서 유래.
사장 비서(社長秘書)
성우: 나카츠카 유우카 → 타니이 아스카
마사오의 비서.
히무로 타쿠오(氷室 卓夫)
성우: 토리우미 코스케
아이돌. 5년 연속 ‘최고의 하피(法被, 일본 전통 복장)니스트’, 금년도 ‘코안경이 어울리는 남자 No.1’, 6년 연속 ‘귀 파줬으면 하는 남자 No.1’. 금방 옷을 벗는다.
입버릇: "모두~ 사랑해요~", "(잠깐) (야) 기다려봐".
모델은 히무로 쿄스케와 기무라 타쿠야. 제5화 등장.
스티븐 시로사와(スティーブン・白沢)
성우: 이시즈미 아키히코
영화감독. 좋은 영화를 위해서라면 배우를 위험에 빠뜨리는 것도 마다하지 않는 위험한 인물이지만, 세상은 돈만으로 되는 것이 아니라는 상식도 갖춘 인물.
모델은 스티븐 스필버그와 구로사와 아키라. 제5화 등장.
히지리 교장(聖校長)
성우: 사와다 토시코
루미가 다니는 200년 전통의 엄격한 교칙을 자랑하는 여학교 ‘센트레이디 학원’의 교장. 40년 전, 개에게 습격당한 학생을 구해준 이사무에게 반한 이후 매년 발렌타인 초콜릿을 주려 했지만 개의 방해로 실패. 그래서 개를 싫어했지만, 이완의 착각으로 인해 그 마음이 결국 이루어졌다. 제6화 등장.
다이토쿠 이사무(大徳 イサム)
성우 - 무라마츠 야스오
센트레이디 학원 옆의 남학교 교장. 사실 히지리와 서로 좋아하는 사이였으며, 그녀의 고백을 받아들였다. 제6화 등장.
스즈키들(スズキ)
성우 - 나카타 카즈히로
야츠모토기 힐즈의 경비원들. 전원이 이름이 ‘스즈키’이고, 생김새와 말투까지 똑같다. 눈물이 많다. 제8화·제37화 등장.
모리무라 요시히코(森村 義彦)
성우 - 마스타니 야스노리
사기야마 아야의 남편. 매일 장미를 선물하며 포치를 키우는 걸 계기로 아야와 결혼했다. 바쁜 일로 아야를 외롭게 했고, 이혼 위기도 있었지만 테츠노신 일행 덕에 위기를 넘긴다. 한때 공항까지 데려가기 위해 세토에게 원숭이로 변한 적도 있다. 제9화 이후 등장.
사장(社長)
성우 - 사사키 다이스케
아야가 소속된 연예기획사의 사장. 제9화 등장.
오타키(お滝)
성우 - 미야데라 토모코
이누야마 가의 메이드장. 제10화·제30화 등장.
아키바 케이(秋庭 圭)
성우 - 오카노 코스케
오타키의 아들. 아키하바라에서 피규어 작가로 활동 중. 제10화 등장.
벚꽃 청년(桜の青年)
성우 - 카와다 신지
야츠모토기 힐즈 근처 언덕의 시든 벚꽃 근처에 항상 서 있던 청년. 사실은 그 벚꽃 나무의 정령. 루미의 가족이 벚꽃이 피지 않아 꽃구경을 못 한다고 비난했을 때, 눈물 흘리며 나무를 감싼 루미를 위해 단 한 번 벚꽃을 피워주었다. 제12화 등장.
히지카타 코치(土方コーチ)
성우: 히야마 노부유키
루미가 다니는 초등학교 테니스부의 고문. 매우 열정적인 훈련을 시키는 열혈 교사. 모델은 《에이스를 노려라!》의 무네카타 진[출처 필요]. 제13화 등장.
나이젤라(ナイジェラ)
성우: 아소 토모히사
유머 넘치는 라시드·사지트의 아버지. 인도의 마하라자. 제14화 등장.
Z단(제트단)
세계적인 도굴단으로, 미진 호수에 숨겨진 다케다 신겐의 매장금을 노린다.
단장 (성우이마루오카 아츠시)
브레인 (성우코부세 노부유키)
캔디 (성우와타나베 아키노)
스완 (성우카와모토 쿠니히로) - 제22화 등장.
고마츠 하츠코(幸松 ハツコ)
성우: 타카기 레이코
그림책 작가. 그녀가 기르던 토이푸들을 주인공으로 한 그림책을 보고 어린 루미가 토이푸들을 갖고 싶어하게 되었다. 제23화 등장.
토오루(とおる) & 스스무(すすむ)
성우: 사이가 미츠키 / 카이다 유키
루미의 큐슈 시절 남자친구들. 토오루는 금발. 제30화 등장.
히로코(ひろ子)
성우: 타니이 아스카
게이리의 팬으로, 세이코의 계략으로 게이리와 거의 결혼 직전까지 갔다. 제31화 등장.
리나(リナ)
성우: 야지마 아키코
독일로 이사하게 된 루미의 야츠모토기 친구. 제32화 등장.

### 원숭이들
사루키치로 (サル吉郎)
성우: 이마루오카 아츠시
원숭이 산의 장로. 세토와 다양한 놀이에서 라이벌이며 대체로 이긴다. 처음엔 개를 멸시했지만 손녀 사루미가 테츠노신에게 도움을 받은 뒤 생각을 고친다.
사루미 (サル美)
성우: 모리 나츠키
사루키치로의 손녀. 위기를 테츠노신에게 구출받음.

## 주제가

### 오프닝
〈and yet〉 제1화 ~ 제16화）
- 노래: 서덜랜드(SutherRand)
- 작사/작곡: Yuya Abe
- 편곡: 사하시 요시유키 & SutherRand
- 레이블: Epic Records Japan

〈하늘 너머의 너머〉（제17화 ~ 제51화）
- 노래/작사: 카와모토 나루
- 작곡: UZA
- 편곡: 오노 히로아키
- 레이블: 인덱스 뮤직(Index Music)

※ 이 곡의 후렴 후반부에는 원곡에는 없던 〈여기서부터〉(ここから)라는 가사가 추가되어 있다.

### 엔딩
〈Life Gauge〉（제1화 ~ 제16화）
- 노래: mihimaru GT
- 작사: hiroko & mitsuyuki miyake
- 작곡: mitsuyuki miyake
- 레이블: jab jab records (유니버설 뮤직 재팬)

〈WISH〉（제17화 ~ 제51화）
- 노래/작사: 이노우에 나나
- 작곡: UZA
- 편곡: 오노 히로아키
- 레이블: 인덱스 뮤직

## 에피소드 목록
2006년에 방송됐던 회당 작품 리스트이다. 📽 (2월 18일 결방된 적 있음)
| 회차   | 원제                             | 한국어 제목                                  | 풀영상 | 비고 |
| ------ | -------------------------------- | -------------------------------------------- | ------ | ---- |
| 제01화 | てつのしんヒルズに住む           | 테츠노신은 언덕에 산다                       | 🇯🇵     |      |
| 제02화 | てつのしん変身する               | 테츠노신 변신                                | 🇯🇵     |      |
| 제03화 | てつのしんコンテストに出る       | 테츠노신, A 콘테스트 참가                    | 🇯🇵     |      |
| 제04화 | てつのしん海にもぐる             | 테츠노신 고즈 시다이빙                       | 🇯🇵     |      |
| 제05화 | てつのしん俳優になる             | 테츠노신이 배우가 되다                       | 🇯🇵     |      |
| 제06화 | てつのしんチョコをつくる         | 테츠노신 메이즈 초콜릿                       | 🇯🇵     |      |
| 제07화 | てつのしん宅配する               | 테츠노신은 집에서 배달해준다                 | 🇯🇵     |      |
| 제08화 | てつのしん忍者になる             | 닌자가 된 테츠노신                           | 🇯🇵     |      |
| 제09화 | てつのしんポチを助ける           | 테츠노신, 포치를 구하다                      | 🇯🇵     |      |
| 제10화 | てつのしんアキバに行く           | 아키하바라로 가는 테츠노신                   | 🇯🇵     |      |
| 제11화 | てつのしん接待する               | 테츠노신 접대                                | 🇯🇵     |      |
| 제12화 | てつのしんお花見する             | 테츠노신 벚꽃놀이                            | 🇯🇵     |      |
| 제13화 | てつのしん鬼コーチになる         | 테츠노신, 맹렬한 코치가 되다                 | 🇯🇵     |      |
| 제14화 | てつのしん恋をでっちあげる       | 테츠노신 메이즈 러브                         | 🇯🇵     |      |
| 제15화 | てつのしん白金に行く             | 테츠노신 고 시로가네                         | 🇯🇵     |      |
| 제16화 | てつのしん格闘する               | 테츠노신 스커플스                            | 🇯🇵     |      |
| 제17화 | てつのしん探偵になる             | 테츠노신, 탐정이 되다                        | 🇯🇵     |      |
| 제18화 | てつのしん母を訪ねる             | 테츠노신이 어머니를 방문하다                 | 🇯🇵     |      |
| 제19화 | てつのしんダイエットさせる       | 테츠노신 다이어트                            | 🇯🇵     |      |
| 제20화 | てつのしんプロデュースする       | 테츠노신 프로젝트                            | 🇯🇵     |      |
| 제21화 | てつのしんゴールを決める         | 테츠노신이 골을 만든다                       | 🇯🇵     |      |
| 제22화 | てつのしんお宝をさがす           | 보물을 찾는 테츠노신                         | 🇯🇵     |      |
| 제23화 | てつのしんパパを応援する         | 테츠노신이 파파 이웃을 돕다                  | 🇯🇵     |      |
| 제24화 | てつのしんリーダーになる         | 테츠노신이 리더가 되다                       | 🇯🇵     |      |
| 제25화 | てつのしんポチとケンカする       | 포치와 싸운 테츠노신                         | 🇯🇵     |      |
| 제26화 | てつのしん犬泥棒を捕まえる       | 테츠노신, 개도둑 잡아                        | 🇯🇵     |      |
| 제27화 | てつのしん白金に行くその2        | 테츠노신, 시로가네 2부                       | 🇯🇵     |      |
| 제28화 | てつのしんオバケと出会う         | 테츠노신 유령을 만나다                       | 🇯🇵     |      |
| 제29화 | てつのしんカードを持つ           | 테츠노신이 신용카드를 가지고 있다            | 🇯🇵     |      |
| 제30화 | てつのしん里帰りする             | 테츠노신은 고향이 간다                       | 🇯🇵     |      |
| 제31화 | てつのしん結婚をこわす           | 테츠노신, 결혼 파괴                          | 🇯🇵     |      |
| 제32화 | てつのしんロボット犬と友達になる | 테츠노신 비프렌드 A 로봇 개                  | 🇯🇵     |      |
| 제33화 | てつのしん宿題を手つだう         | 테츠노신이 숙제를 돕다                       | 🇯🇵     |      |
| 제34화 | てつのしんネット世界へ行く       | 테츠노신, 월드 와이드 웹(WWW)에 진출         | 🇯🇵     |      |
| 제35화 | てつのしん運動会ではりきる       | 테츠노신은 스포츠 모임에 열광하다            | 🇯🇵     |      |
| 제36화 | てつのしん犬楽園をうらぎる？     | 개 천국을 배신한 테츠노신                    | 🇯🇵     |      |
| 제37화 | てつのしんネオにゴーモンされる   | 네오에게 고문을 당한 테츠노신                | 🇯🇵     |      |
| 제38화 | てつのしんヒルズを追い出される   | 테츠노신이 언덕 밖으로 쫓겨나다              | 🇯🇵     |      |
| 제39화 | てつのしん仲間に助けられる       | 테츠노신, 친구들을 구하다                    | 🇯🇵     |      |
| 제40화 | てつのしん犬猿の仲のイミを知る   | 테츠노신이 고양이와 개처럼의 의미를 알아내다 | 🇯🇵     |      |
| 제41화 | てつのしんルミに正体がばれる     | 테츠노신의 정체성은 루미에 의해 발견된다     | 🇯🇵     |      |
| 제42화 | てつのしんルミと犬楽園を行く     | 테츠노신 앤 루미 고투 도그 파라다이스        | 🇯🇵     |      |
| 제43화 | てつのしん疑われたポチをかばう   | 테츠노신이 의심받는 포치를 보호하다          | 🇯🇵     |      |
| 제44화 | てつのしん秘伝書をみつける       | 테츠노신이 비밀의 책을 발견하다              | 🇯🇵     |      |
| 제45화 | てつのしん戦いのために特訓する   | 테츠노신, 열차                               | 🇯🇵     |      |
| 제46화 | てつのしん大好きなルミと別れる   | 테츠노신의 사랑하는 루미와의 이별            | 🇯🇵     |      |
| 제47화 | てつのしんショコラの秘密を知る   | 테츠노신이 쇼콜라의 비밀을 발견하다          | 🇯🇵     |      |
| 제48화 | てつのしん永遠（とわ）の愛に泣く | 영원한 사랑 때문에 우는 테츠노신             | 🇯🇵     |      |
| 제49화 | てつのしん宇宙で大切な友を失う   | 테츠노신, 우주에서 중요한 친구를 잃다        | 🇯🇵     |      |
| 제50화 | てつのしん犬魔法を受けつぐ       | 테츠노신의 빅매직 성공                       | 🇯🇵     |      |
| 제51화 | てつのしんヒルズを出て行く       | 언덕을 떠난 테츠노신                         | 🇯🇵     |      |

## 같이 보기
- 쥬로링 동물탐정 (2010년)
- 원더풀 프리큐어! (2024~2025년)